# Криница (Геленджик)
Крини́ца — село в Краснодарском крае Российской Федерации. Входит в состав Пшадского сельского округа муниципального образования город-курорт Геленджик.

## География
Селение расположено у побережья Чёрного моря (бухта Пшада), в устье реки Пшада. Находится в 12 км к югу от центра сельского округа — Пшада и в 42 км к юго-востоку от города Геленджик.
Граничит с землями населённых пунктов: Береговое на севере и Бетта на востоке.
Рельеф местности холмисто-гористый. Средние высоты на территории села составляют 173 метров над уровнем моря, и колеблется от нулевой отметки у побережья моря до горы Шахан (370 м).

## История
Местность на территории современного села была освоена человеком ещё в древние времена. Около 5 тысяч лет назад здесь была развита майкопская культура, на смену которой позже пришла дольменая культуры. Многие исторические памятники связанные с древними культурами, до сих пор сохранились в бассейне реки Пшада.
В IV—II веках до н. э., в устье реки Пшада располагалось греческое поселение-колония, торговавшая с местными племенами. В Средние века им на смену пришли генуэзские торговцы.
После падения Византийской империи, в регионе усилилась влияние Османской империи, вытеснившая генуэзцев из региона. В 1829 году Северо-Восточное Причерноморье перешла России после заключения Адрианопольского мира. Однако местное население, не признававшие над собой власть как Османской империи, так и Российской, начала активное сопротивление прибывавшим царским войскам. В связи с этим, в устье реки Пшада был основан один из опорных пунктов Черноморской береговой военной линии — Новотроицкое укрепление.
В феврале 1854 года Новотроицкое укрепление было «снято» после бомбардировки Новороссийска и усиления в Чёрном море англо-французского флота.
Вплоть до завершения Кавказской войны в 1864 году, в районе современного села проживало аборигенное население адыгов (в частности, натухайцы и шапсуги), которые впоследствии были депортированы в Османскую империю, в ходе масштабного общечеркесского мухаджирства.
1 октября 1886 года близ села Береговое была основана интеллигентская община — «Криница». В книге «Четверть века Криницы» описывается её основание: 1 октября 1886 года в пределах участка показалось несколько арб, запряженных волами. Поместились они в центре участка, на среднем плато, возвышающимся над уровнем моря на 30 сажень, в небольшой турлучной мазанке, где до этого жили греки, обрабатывавшие разбросанные среди леса полянки.
«Отцом» Криницы считается аристократ В. В. Еропкин. Он увлекся народничеством и порвав со своей средой, стал жить самостоятельно, зарабатывая уроками. В 1886 году он приобрел земельный участок в районе Михайловского перевала, назвав его Криница (у славян — «источник», «родник»). Кроме него среди первопоселенцев также были семьи Сычуговых и Когана. Всего первоначально на месте нового села осело 16 человек, 7 из которых были детьми.
Еропкину почти до конца жизни пришлось содержать общину своими трудами. Сами же труженики жили в основном социальными проектами. Небольшой доход приносило виноградарство. К 1910 году община практически утратила свою религиозно-социалистическую идеологию, преобразовавшись в производственный сельхозкооператив.
Большой интерес к колонии проявляли Л. Н. Толстой и В. Г. Короленко. Короленко посетив её, был тронут тем, как колонисты «пытались основать маленький рай за пределами огромной жизненной битвы».
После Октябрьской революции население коммуны выросло и к ней присоединилась артель Михайловского района, называемая Шеермановской.
На 26 января 1923 года поселение Криница входило в состав Геленджикского района Черноморского округа.
В 1929 году на территории Криницы была образован колхоз «Знамя марксизма», существовавший до 1952 года и вошедшая затем в укрупненный колхоз «им. В. И. Ленина».
В 1934—1943 годах село Криница входило в состав Берегового сельского Совета Геленджикского района.
В 1955 году селение Криница передано в состав Пшадского сельского Совета Геленджикского района Краснодарского края.
В 1964—1968 годах село входило в состав Пшадского сельского Совета Туапсинского района Краснодарского края.
В 1968 году село передано в состав Большого Геленджика и в обслуживание Геленджикского городского Совета. Затем возвращён в состав Пшадского сельского сельсовета.
10 марта 2004 года село Криница был включён в состав Пшадского сельского округа муниципального образования город-курорт Геленджик Краснодарского края.

## Население
| 2002 | 2010 |
| ---- | ---- |
| 235  | ↗279 |

## Инфраструктура
В селе расположены: турбаза «Коммунарская», спортлагерь «Криница», лагерь «Кубань».

## Транспортное сообщение
Через село проходит маршрутный автобус «109», следующий из Геленджика в Бетту и маршрутный автобус «111», следующий по маршруту Бетта-Пшада.